# Roland Vuillemenot
Roland Vuillemenot (né le 21 août 1946 à Chamesol en France) est un athlète français spécialiste de courses d'ultrafond, notamment cinq fois champion de France des 100 km et champion du monde des 100 km en 1990. Il est à nouveau plusieurs fois champion de France et champion du monde des 100 km dans ses différentes catégories d'âge. Il détient également plusieurs records de France et du monde des 100 km.

## Biographie
Roland Vuillemenot est licencié au club de l’Espérance Faverges (Haute-Savoie) de 1991 à 1996, puis au club de l'Individuel Lyonnais en 1997 et 1998 et enfin au club d'Ultra Marathon France Gex (Ain). Venu sur le tard à la course à pied (30 ans), il pratiquait auparavant le cyclisme. Il s’entraîne à raison de 200 km par semaine.
Il est président de l'association Ultra Marathon France qui assure la promotion des courses françaises de grand fond et il est également directeur de la revue trimestrielle L'Ultra Marathonien,.

## Palmarès
Statistiques de Roland Vuillemenot d'après la Deutsche Ultramarathon-Vereinigung (DUV) :
- Vainqueur du Challenge Mondial des 100 km de l'IAU (International Association of Ultra Runners – championnat du monde) à Duluth (Minnesota - États-Unis) en 1990, 2e à Faienza (Italie) en 1991, 3e à Torhout (Belgique) en 1987
- Champion du monde M 60 des 100 km de Winschoten (Hollande) en 2007
- Champion du monde M 70 des 100 km  à Sveti Martin (Croatie) en 2018
- Champion du monde M 75 des 100 km à Bernau bei Berlin (Allemagne) en 2022[5]
- Challenge Mondial des 50 miles de l'IAU à Duluth en 1990
- Champion de France Scratch des 100 km sur route à Millau en 1991, à Amiens en 1992, en Vendée en 1993, à Cléder en 1995 et à Steenwerck en 1996[6]
- Vainqueur des 100 km de Bourg-en-Bresse en 1988, Florence (Italie) en 1989. Port-Valais (Suisse) en 1990 et 1992, Kalahari (Botswana) en 1991, Rognonas en 1992, Aunis en 1994, de Mulhouse en 1998, Saint-Nazaire-les-Eymes en 2001
- Champion de France Masters des 100 km sur route à Vogelgrunn en 1986, à Amiens en 1988, à Belvès en 1998
- Champion de France M 3 des 100 km à Chavagnes-en-Paillers en 2007
- Champion de France M 3 des 24 heures à Séné en 2009
- Champion de France Masters de marathon à Loches en 1987
- Meilleur français au marathon de New-York en 1987
- Vice-champion de France Masters à Saint-Tropez en 1986 avec record personnel de 2 h 21 min 40 s
- Champion de France M 2 de marathon à Saint-Sylvain-d'Anjou en 2001
- Vice-champion de France M 2 de course en montagne en 2002
- Champion de France Master 4 en 2016 des 24 heures de Brive (175,430 km), du Kilomètre Vertical à Manigod. du Trail long à Saint-Martin-Vésubie  et des 100 km à Amiens (9H35)[7],[8]
- Champion de France Master 4 en 2017 de Montagne à Culoz, des 100 km de Cléder (10 h 40 min 59 s), du Trail long à Gérardmer et des 24 heures de Vierzon (182,192 km)
- Champion de France Master 4 en 2018 des 100 km de Belvès (12 h 3 min 30 s), du Trail long à Montgenèvre et des 24 heures d'Albi (181,837 km)
- Champion de France Master 4 en 2019 des 24 heures de Brive  (162,882 km) et des 100 km de la Somme (10 h 26 min 35 s), vice-champion de la Montagne 2019 à Saint-Gervais-les-Bains et du kilomètre vertical 2019 à Vallouise, premier M4 au championnat de France 2019 de Trail à Méribel
- Vice-champion de France Master 75 en 2020 aux 24 heures de Vierzon (159,212 km)
- Champion de France Master 75 en 2021 du kilomètre vertical à Val-d'Isère, du Trail long à Rouffach, des 100 km d'Amiens (13 h 47), des 24 heures d'Albi (152,371 km), médaille bronze M75 au championnat de France de la Montagne à Ancelle
- Vainqueur du Spartathlon en 1996 (seul vainqueur Français en date de 2022).

## Statistiques
Statistiques de Roland Vuillemenot d'après la Deutsche Ultramarathon-Vereinigung (DUV) :
- Recordman mondial Masters 45 des 100 km en 6 h 30 min 35 s (15,36 km/h de moyenne) à Chavagnes-en-Paillers en 1993
- Recordman mondial Masters 50 des 100 km en 6 h 43 min 33 s (14,86 km/h de moyenne) à Cléder en 1996[6]
- Recordman mondial Masters 70 des 24 heures avec 201,087 km (8,38 km/h de moyenne) à Albi en 2016[7],[8]
- Recordman de France Masters des 100 km à 3 reprises :  M1 en 1993 (+ 40 ans)  1996 (+ 50 ans) et M2 en 2001 (+ 55 ans)
- Recordman de France Master 2 du semi-marathon en 1998

## Records personnels
Statistiques de Roland Vuillemenot d'après la Deutsche Ultramarathon-Vereinigung (DUV) :
- Marathon: 2 h 21 min 40 s au championnat de France masters à Saint-Tropez en 1986
- 50 km route : 3 h 10 min 16 s aux championnats du monde IAU des 100 km de Winschoten en 1995 (50 km split)
- 100 km route : 6 h 30 min 35 s aux 100 km de Vendée en 1993
- 6 heures route : 89,080 km aux 6 h pédestres de Cébazat en 1993
- 12 heures route : 100,968 km aux championnats de France des 24 h du Quai du Cher à Vierzon en 2017 (12 h split)[10]
- 24 heures route : 216,430 km aux championnats d'Europe IAU des 24 h de Marquette-Lez-Lille en 1998